# Dayrūţ
Dayrūţ är en ort i Egypten.   Den ligger i guvernementet Asyut, i den centrala delen av landet, 280 km söder om huvudstaden Kairo. Dayrūţ ligger 52 meter över havet och antalet invånare är 67 788.
Terrängen runt Dayrūţ är huvudsakligen platt, men åt sydost är den kuperad. Terrängen runt Dayrūţ sluttar västerut. Runt Dayrūţ är det mycket tätbefolkat, med 2 181 invånare per kvadratkilometer. Närmaste större samhälle är Mallawī, 19,8 km norr om Dayrūţ. Trakten runt Dayrūţ består till största delen av jordbruksmark.